# Шлиц крепёжного изделия
Шлиц крепёжного изделия — углубление в головке резьбовых крепёжных изделий для передачи этому изделию крутящего момента от инструмента (отвёртки или охватывающего ключа).
Имеет множество разновидностей. Помимо распространенных, широко используемых видов шлицев, существуют малораспространенные типы, используемые как антивандальные или для ограничения несанкционированного доступа.
Большинство шлицев крепежных изделий выпускаются разных размеров при сохранении формы и маркируются номером, например, «шлиц PH2», который, как правило, не связан с каким-то конкретным размером и является скорее условным значением.

## Прямые шлицы

### Прямой плоский шлиц
Прямой (плоский) шлиц (SL) — самый простой и дешевый в производстве вид шлица, в виде прямой прорези под плоскую отвертку. Используется на протяжении веков и по сей день в задачах, не требующих высокого момента затяжки или высокой производительности труда. Используется в том числе при реставрации старой мебели, транспортных средств и оборудования. Прямой плоский шлиц неудобен для использования с электроинструментом, так как инструмент склонен выскальзывать из шлица с царапанием окружающей поверхности и не обеспечивает центрование. В силу этих недостатков вытесняется другими видами шлицев.
Отвертки для плоского шлица могут иметь разные виды заточки: как классическую (две плоские грани под небольшим углом), так и радиусную (hollow-ground). Радиусная заточка предпочтительнее, так как менее склонна к выталкиванию инструмента и реже приводит к срыву шлица, но такие отвертки неудобны для использования не по назначению (поддеть, расклинить, отогнуть и т. п.).
На постсоветском пространстве (и в РФ в частности) прямой шлиц нормирован ГОСТом 24669—81.

### Шлиц для монеты
Шлиц для монеты с вогнутой поверхностью дна применяется там, где не предполагается доступность инструмента. Для вращения такого шлица подходит монета или другой плоский предмет. Часто такой шлиц имеют крышки батарейных отсеков бытовых приборов, например, велокомпьютеры.

### Hi-Torque
Шлиц Hi-Torque разработан компанией «Alcoa Fastening Systems» для задач, в которых необходим высокий крутящий момент, а также возможность частого закручивания — откручивания крепежа. Имеет радиусное углубление шлица (в отличие от плоского в простом плоском шлице).

### Крест
Комбинация из двух плоских шлицев под прямым углом. Обеспечивает своего рода дублирование: если по какой-то причине окажется поврежден один плоский шлиц, то можно использовать второй.

## Крестообразные шлицы
Крестообразные шлицы называются так потому, что в основе их заложена форма креста. Также крестообразные шлицы на профессиональном сленге могут называться «крестовыми» или «плюс» («на плюс»). Двойной прямой шлиц в виде креста в эту группу не входит, так как является комбинацией двух прямых шлицев, а не самостоятельной формой. Некоторые из приведенных типов крестообразных шлицев описаны в международном стандарте ISO 4757 «Cross recesses for screws».

### Филлипс
Крестообразный шлиц «Phillips» по ГОСТ 10753—86 тип H, а также Type I Cross Recess в стандарте ANSI Единственный крестообразный шлиц, широко распространённый в СССР, в результате чего почти все крестовые отвёртки советского производства рассчитаны именно под этот тип шлица.
Данный тип шлица был разработан Джоном Томпсоном (John P. Thompson), который после безуспешных попыток заинтересовать производителей продал патент бизнесмену Генри Филлипсу. Филлипс основал компанию «Phillips Screw Company», улучшил конструкцию шлица и занимался продвижением своего продукта на рынке. Оригинальный патент истек в 1966 году, но Phillips Screw Company продолжила совершенствование конструкции шлица.
«American Screw Company» занимались разработками, повышающими эффективность производства винтов, и успешно патентовали свои усовершенствования. Другие производители крепежа отвергали эти разработки, так как сложная форма углубления шлица существенно усложняла процесс производства по сравнению с простой фрезеровкой плоского шлица. При этом конструкция шлица, предложенная компанией, была решением ряда проблем прямого плоского шлица: склонность к выталкиванию инструмента, необходимость точного выравнивания во избежание срыва шлица и неудобство для работы с электрическим и пневматическим инструментом.
Инструмент для шлицев типа «Филлипс» маркируется буквами «РH» (от первых двух букв в названии фирмы «Phillips Screw Company») и номером размера 0000, 000, 00, 0, 1, 2, 3, или 4 (в порядке увеличения размера); число не передает какой-то конкретный геометрический размер и является условным.
Шлиц типа «Phillips» значительно отличается от внешне схожего шлица типа «PoziDriv».
Конструкцию данного шлица часто критикуют за выталкивание инструмента при затягивании, в результате чего данный шлиц обеспечивает меньший момент затяжки, чем другие крестообразные шлицы. Длительное время было популярно мнение, что это сделано специально, якобы это позволяло собирать алюминиевые самолеты без излишне сильной затяжки.:85 Доказательств данной гипотезы не найдено, кроме того, данное «преимущество» не фигурирует в описании оригинального патента. Тем не менее, дополнения 1949 года к патенту US Patent #2,474,994 описывают эту особенность.

### Фрирсон
Шлиц типа Frearson, также известный как Reed and Prince, описан стандартом ANSI Type II Cross Recess; очень похож на шлиц типа «Филлипс», но имеет острые грани и больший угол кончика отвёртки.
Одним из преимуществ перед шлицем типа «Филлипс» является то, что одна отвёртка подходит ко всем размерам винтов. Крепёж с таким видом шлица можно найти в иностранном морском оборудовании, и для корректной работы с ними требуется отвертка типа «Фрирсон». Чёткие острые грани позволяют передавать большой крутящий момент (в отличие от шлица типа «Филлипс», склонного к выталкиванию инструмента из шлица при больших крутящих моментах).
Шлиц разработан англичанином Джоном Фрирсоном в 1870-е годы, и изделия с таким шлицем выпускались с конца 1930-х до середины 1970-х. Компания The Reed & Prince Mfg. Company of Worcester, Массачусетс, подала на банкротство в 1987 и была ликвидирована в 1990. Другая компания Reed & Prince Manufacturing Corporation, now of Leominster, Massachusetts приобрела часть активов, включая название при ликвидации компании.

### Позидрив
Шлиц Pozidriv — улучшенная версия шлица типа «Филлипс». Описывается как «Type IA» стандартом ANSI. В России стандартизирован ГОСТ 10753—86.
Шлиц запатентован компанией «GKN Screws and Fasteners» в 1962 году. Конструкция шлица специально предназначена передавать больший крутящий момент, чем шлиц типа «Филлипс», и менее склонна к выталкиванию инструмента из шлица. Он очень похож на шлиц типа Supadriv и совместим с ним.
Отвертки для шлица типа «Pozidriv» часто маркируются буквами «PZ» и числом, условно обозначающим размер: 0, 1, 2, 3, 4 или 5 (в порядке возрастания размера). Числа обозначают условный размер и не передают какой-либо точный геометрический параметр.
Шлиц «Pozidriv» имеет дополнительные ребра на отвертке и крест на головке шлица для визуального отличия от шлицев типа «Филлипс». Дополнительные ребра и риски повернуты на 45° относительно основного креста шлица.
Если грани на отвертке типа «Филлипс» имеют небольшой радиус (который и приводит к выталкиванию инструмента из шлица при высоком моменте), то отвертка типа Pozidrivе имеет параллельные грани. Наличие дополнительных рисок для идентификации усложняет процесс изготовления.
Шлицы типа Филлипс и Позидрив, несмотря на кажущуюся идентичность, не взаимозаменяемы. Бита Филлипс не может плотно войти в шлиц позидрив, а бита позидрив своими острыми плоскими гранями повреждает шлиц типа Филлипс. Контакт между шлицем и инструментом в таком случае не полный (точечный) и при прикладывании усилия будет повреждаться и изнашиваться как бита, так и шлиц инструмента.

### Супадрив
Шлиц типа Supadriv очень похож внешне и функционально на шлиц типа позидрив и является последующим развитием позидрива от той же самой компании. Описание позидрива актуально и для супадрива. Хоть для каждого шлица есть своя отвертка, один тип отвертки может использоваться как для шлицев супадрив, так и для шлицев позидрив, без вреда и последствий в большинстве случаев. Супадрив и позидрив слегка отличаются в деталях, супадрив, появившийся позже, допускает некоторое осевое смещение отвертки, в то время как позидрив должен быть строго соосен.

### Phillips II
Шлиц Phillips II совместим с обычными отвертками «Филлипс», но имеет вертикальные ребрышки внутри крестообразного углубления, которые входят в зацепление с рифлением на отвертке, тем самым снижая выталкивающий эффект шлица. Рифление на отвертке имеет торговую марку «ACR» (Anti Cam-out Ribs).

### Французский шлиц
Французский шлиц, также известен как BNAE NFL22-070 по номеру стандарта в «Bureau de normalisation de l’aéronautique et de l’espace». Имеет крестообразный шлиц ступенчатой формы, малого размера в центре и большего ближе к краю.

### JIS B 1012
Шлиц японского стандарта JIS B 1012 широко используется в японском оборудовании. Внешне похож на шлиц «Филлипс», но спроектирован для минимизации эффекта выталкивания инструмента из шлица и потому повреждается инструментом под шлиц «Филлипс». Головка обычно помечается точкой с одной из сторон креста.
Специфическая крестовая отвертка стандарта «JIS» для использования с этими шлицами выпускается и доступна на рынке.

### Mortorq
Шлиц Mortorq разработан компанией Phillips Screw Company для использования в автостроительной и авиационной промышленности. Конструкция крепежа с таким шлицем имеет низкий вес, небольшой профиль и большой передаваемый крутящий момент, позволяя уменьшить опасность срыва шлица.

## Квадрат

### Квадрат(шлиц Робертсона)
Шлиц Робертсона, также известный как квадрат или Scrulox, описан как Type III Square Center в стандарте ANSI, имеет углубление в форме квадрата на винте и квадратную ответную часть на инструменте. Как инструмент, так и шлиц имеет небольшой конический наконечник для возможности получения шлица холодной формовкой:79—81 и упрощения попадания инструмента в шлиц. Метизы со шлицем Робертсона распространены в Канаде и постепенно обретают популярность в других странах. Истечение срока патентной защиты и совокупность достоинств сделали изделия с этим шлицем популярными в столярном деле.
Шлиц Робертсона удобен для работы одной рукой, так как способен удерживать винт на отвертке. Также форма шлица позволяет частично сошлифовывать головку винта.:85—86
Внутреннее углубление в форме квадрата (а также треугольника) под ключ в головке винта было задумано за несколько десятилетий до того, как канадец П. Л. Робертсон в 1908 изобрел шлиц Робертсона, отвертку для него и получил патент в 1909 в Канаде и в 1911 в США (№ 1003657) Впрочем, как и многие другие «умные» формы шлицев, запатентованных в период с 1860-х по 1890-е, массовое производство за время действия патента так и не было налажено, в том числе из-за технологической сложности.:79—81
Современной реинкарнацией шлица Робертсона является шлиц Nüvo, который обратно совместим с квадратом Робертсона, но имеет закругленные грани, что при использовании биты Nüvo, по заверениям производителя, «значительно уменьшает биения и опасность срыва шлица, а также позволяет работу одной рукой».
- Отвертки под шлиц Робертсона крупным планом.
- Биты под шлиц Робертсона разных размеров.
- Иллюстрация из патента Робертсона
- Рекламный буклет: "A Study in Evolution"
- Американский патент 161390, Allan Cummings, 1875, Шуруп по дереву.

## Шлицы из комбинации квадратов

### LOX-Recess
Шлиц LOX-Recess был изобретен Брэдом Вагнером (Brad Wagner), и метизы с этим шлицем производятся по лицензии компаниями Hitachi, Dietrick Metal Framing и Grabber. Конструкция шлица состоит из четырех пересекающихся квадратов с 12 точками контакта для повышения передаваемого крутящего момента, уменьшения износа и выпадения инструмента.

### Двойной квадрат
Шлиц «двойной квадрат» получен комбинацией двух шлицев Робертсона, которые при наложении друг друга под углом 45 градусов формируют восьмиконечную звезду.

### Тройной квадрат (XZN)
Шлиц «тройной квадрат», также известный как XZN, получен наложением трех квадратов со взаимным поворотом на 30°. Полученная 12-конечная звезда имеет угол 90° при вершине. Размер квадрата аналогичен применяемому в шлице Робертсона, поэтому крепеж может быть повернут отверткой для системы Робертсона, но с значительно меньшим максимально допустимым моментом.
Размеры инструмента обозначаются как M4, M5, M6, M8, M9, M10, M12, M14, M16, и M18, и обозначают условный номер размера, и не имеют отношения к метрической системе обозначения крепежа.
Форма «тройной квадрат» внешне очень похожа на шлиц «двойной шестигранник», так же образуя 12-конечную звезду, но угол при вершине двойного шестигранника 120°, что делает шлицы несовместимыми и требует особенной внимательности при выборе инструмента. Попытка использовать неподходящий инструмент приведет к срыву шлица при приложении момента.
Винты с шлицем типа «тройной квадрат» используются в задачах, требующих большого момента затяжки, например головки блока цилиндров двигателей внутреннего сгорания. Головки такого крепежа, как правило, имеют закалку для повышения прочности и долговечности. Популярный у немецких производителей автомобилей, таких как BMW, Opel, Mercedes, Porsche и других марок концерна Volkswagen Group (Audi, Seat, Skoda, и Volkswagen).

## Внутренние шестигранники

### Шестигранный шлиц
Шестигранный шлиц (HEX, Аллен) под внутренний шестигранник имеет углубление в виде правильного шестигранника под соответствующий ключ или биту (шестигранные ключи в США часто называют «ключ Аллена»(Allen wrench), и «inbus» в Германии). Антивандальные версии шлица могут иметь центральный штифт, требующий версии ключа с выемкой. Стандартизирован международными и национальными стандартами ISO 4762 (ГОСТ 11738-84), ISO 4026 (ГОСТ Р ИСО 4026-2013), ISO 4027(ГОСТ Р ИСО 4027-2013), ISO 4028 (ГОСТ Р ИСО 4028-2013), ISO 4029 (ГОСТ Р ИСО 4029-2013).
Шлиц под внутренний шестигранник может иметь дюймовый размер, поэтому инструмент из метрического набора будет входить в шлиц неплотно с опасностью повреждения шлица («слизывания» граней).
При применении в загрязненных условиях, например на технике, шлиц склонен забиваться грязью. Перед разборкой требуется его прочистить, иначе инструмент вставится не полностью и велика вероятность срыва шлица.
Немецкая компания Bauer & Schaurte запатентовала шестигранный шлиц в 1936 в германии, и рекламировала продукты на его базе. Термин «inbus» (инбус) появился как акроним от Innensechskant Bauer u. Schaurte (перев. с немецкого: «внутренний шестигранник Bauer & Schaurte»), аналогично распространенному в США термину «Allen key». Во многих странах некорректно называется «imbus».

### Двойной шестигранник
Шлиц «двойной шестигранник» получен наложением двух шестигранников с образованием 12-гранной звезды и может быть повернут при помощи обычного шестигранника. При внешнем сходстве со шлицами типа «тройной квадрат» и «сплайн» шлиц «двойной шестигранник» с ними не совместим.
Потенциально такой шлиц может передавать больший крутящий момент, чем простой шестигранник, но требует высокой точности изготовления и качества металла, во избежание срыва граней.

### Outlaw
Шлиц типа Outlaw имеет углубление в виде ступенчатого шестигранника, причем чем больше размер головки, тем больше глубина шлица, и тем больше ступеней в ней размещается. Основной идеей разработчиков было обеспечить совместимость разных размеров головок с битой таким образом, чтобы одной отверткой можно было крутить абсолютно все винты с шлицем данного типа.

## Пятилучевые шлицы

### Pentalobe
Шлиц pentalobe (часто путаемый с пятилучевым вариантом шлица Torx) — пятилучевой шлиц, разработанный компанией Apple и используемый ею в своих продуктах для ограничения несанкционированной разборки. Впервые использован в середине 2009 года для крепежа аккумулятора MacBook Pro. Миниатюрная версия использовалась в iPhone 4 и последующих моделях, в MacBook Air (в моделях с конца 2010), в MacBook Pro с экранами Retina. Недорогие отвертки для винтов с шлицем pentalobe находятся в свободной продаже. Размеры шлица включают TS1 (также известный как P2, или 0,8 мм, использовался в iPhone 4 и последующих моделях), TS4 (также известный как P5, или 1,2 мм, использовался в MacBook Air с конца 2010, в MacBook Pro с экраном Retina и в MacBook 2015 года) и TS5 (также известный как P6, или 1,5 мм, использовался для аккумулятора в MacBook Pro 2009). Обозначение инструмента префиксом TS может вводить в заблуждение, так как такой префикс уже используется для инструмента к шлицам Torq-set.

### ASTER recess
Шлиц ASTER recess был разработан компанией LISI Aerospace для замены шестигранного шлица более надежным решением для крепления композитных панелей самолета. Данный тип шлица спроектирован удерживаться на инструменте, и использоваться при односторонней затяжке.

### TORX PLUS антивандальный
Антивандальная версия шлица Torx Plus, имеет звездообразное углубление с пятью лучами и штифтом в центре. Используется как защита от несанкционированного вмешательства, так как биты этого типа в стандартных наборах инструмента практически не встречаются.

## Звездообразные шлицы

### Torx
Звездообразное углубление (ГОСТ Р ИСО 10664—2007) — шлиц крепежного изделия, также известный под торговой маркой Torx (произношение: /ˈtɔːrks/), часто именуемый «звёздочка». Был разработан для передачи большего крутящего момента по сравнению с существовавшими на тот момент на рынке видами шлицев. Разработан в 1967 году компанией Camcar Textron. Torx очень популярен в автомобильной и в электронной промышленности, так как обеспечивает высокий момент затяжки, не изнашивает инструмент и не вызывает усталость оператора, так как ему не требуется давить на инструмент для предотвращения выталкивания инструмента из шлица. Антивандальная версия шлица имеет штифт в центре, что требует специальную версию отвертки с углублением под штифт. Благодаря своей шестилучевой симметричной форме отвертки torx могут быть использованы как импровизированный ключ для внутреннего шестигранника, при условии попадания в размер.
Патентная защита на шлиц типа torx истекла, но «torx» по-прежнему является зарегистрированной и охраняемой законом торговой маркой.

### Torx Plus
Torx Plus патентованная улучшенная версия шлица типа Torx. Имеет укороченные лучи, обеспечивая еще больший момент затяжки и уменьшая нагрузку на инструмент. Существует версия как внутреннего шлица, так и наружного.

### Torx Paralobe
Дальнейшее улучшение конструкции шлица Torx Plus.

### Torx ttap
Torx ttap версия шлица типа Torx с дополнительным углублением (и штифтом на отвёртке) для уменьшения биений и перекосов при затяжке. Обратно совместим с обычным инструментом под шлиц Torx.

## Комбинированные шлицы
Некоторые крепежные изделия могут иметь комбинированный шлиц, полученный объединением двух типов шлицев, например, крестового Филлипс и плоского шлица. Такие комбинированные виды шлицев часто встречаются в мебельной фурнитуре и в электроизделиях (например, автоматических выключателях), позволяя использовать любую из двух типов отвертки, пусть и ценой некоторой потери прочности и максимального момента затяжки. Комбинированные шлицы используются столь широко, что производители отверток стали выпускать специальные комбинированные отвертки, например PH/S и PZ/S — комбинация крестового шлица и плоской отвертки (иногда ее называют «отверткой электрика» из-за особой популярности комбинированных шлицев в электроизделиях). Такая отвертка подходит только к комбинированному шлицу и обеспечивает максимальное удобство при профессиональной работе, минимизируя риск срыва шлица.
Помимо комбинаций двух типов шлица (Филлипс + плоский шлиц, Позидрив + плоский шлиц, Филлипс + квадрат, Torx + плоский шлиц) возможна комбинаций из трех типов, например, Филлипс + плоский шлиц + квадрат или наружный шестигранник + Филлипс + плоский шлиц.

### ACR Phillips II Plus
Шлиц ACR Phillips II Plus позволяет использовать как отвертку Филлипс размера PH2, так и квадрат Робертсона #2, но лучший результат дает использование биты Phillips II Plus, обеспечивающей антивыталкивающий эффект.

### Филлипс/квадрат
Комбинированный шлиц под крестовую отвертку Филлипс и под квадратную отвертку Робертсона. При использовании специального инструмента может передавать больший крутящий момент, чем каждый из типов в отдельности.

### Плоский шлиц/Torx
Комбинация звездообразного шлица и шлица под плоскую отвертку. Крепежные изделия с таким комбинированным шлицем иногда использует компания Compaq, они дают все преимущества звездообразного шлица при производстве, и удобство при ремонте, позволяя обойтись только плоской отверткой. Головка винта имеет буртик по краю, который не дает плоской отвертке соскальзывать за пределы шлица.

### Clutch
Существует два типа шлицев clutch: Тип A и Тип G. Тип A, также известный как стандартный, имеет форму галстука-бабочки с круглым углублением в центре. Встречался в автомобилях GM, грузовиках, автобусах в 1940—1950-е. Тип G напоминает бабочку, но без круга в центре. Винты с данным типом шлицев могут быть повернуты обычной плоской шлицевой отверткой. Встречаются в домах на колесах и передвижных кемперах.

### Для откручивания руками
Для откручивания крепежа без использования инструмента используются высокие головки с накаткой (рифлением), а также барашковые гайки и винты в виде двух вертикально расположенных лопастей. Возможна комбинация из обычного крестообразного шлица с дополнительным наружным рифлением под пальцы, например, в компьютерных корпусах. Данный вид крепежа используется там, где требуется частая регулировка (штативы, зажим каретки штангенциркулей, столярный инструмент).
- Винты с накаткой от компьютерного корпуса с дюймовой резьбой
- Винт с барашковой головкой M5×16

## Наружные шлицы
Наружный шлиц предназначен для использования инструмента с соответствующей по форме выемкой. Преимущество наружного шлица на крепежном изделии в том, что отсутствует углубление, в котором может копиться вода, грязь и которое может быть залито краской. Также использование наружного шлица обычно предполагает подход инструментом перпендикулярно оси крепежа, что позволяет использовать наружный шлиц в компактных конструкциях, обеспечивая минимальный зазор для обслуживания. Так как наружный шлиц должен выделяться над поверхностью, крепеж с наружными шлицами редко используют в углублениях-колодцах.

### Квадрат
Наружный шлиц под квадрат может использоваться в паре с разводными гаечными ключами, обычными гаечными ключами с зевом соответствующего размера, а также 8- или 12-конечными накидными гаечными ключами. В XIX и в начале XX века, производство крепежа с головкой под квадрат было дешевым и простым, по сравнению с другими вариантами. На сегодняшний день шестигранная форма шлица более популярна, так как дает более удобное зацепление ключа и позволяет вращать шлиц в труднодоступных местах с минимальным доступным углом.

### Шестигранник
Наружный шестигранник — наиболее распространенная форма головок болтов, стандартизированная ISO 4032 и ISO 4033 или описанная внутри стандартов на крепежные изделия (ГОСТ 7798—70). Шестигранная форма головки болта предпочтительнее квадратной, так как позволяет вращать болт в труднодоступных местах с минимально доступным углом поворота инструмента. В качестве инструмента используются рожковые ключи, сменные головки, накидные ключи с шестигранным и 12-гранным пазом.

### Пятиугольник
Пятиугольный шлиц — используется для максимальной несовместимости с существующим инструментом — пятиугольные накидные ключи и головки отсутствуют в популярных наборах инструмента, а нечетное число граней, и, как следствие, отсутствие параллельных граней, осложняет поворот такого шлица шарнирно-губцевым инструментом. Это сделало пятиугольный шлиц популярным как антивандальная и защитная мера, для ограничения несанкционированного доступа к пожарным гидрантам, газовым вентилям и т. д.

### Наружный Torx
Наружный torx — вариант крепежного шлица со звездообразной формой, но вместо углубления звездообразной делается наружная форма головки винта. Инструмент для наружного Torx маркируется с префиксом «Е», при этом не совпадает по размерам с инструментом для внутреннего Torx с префиксом «Т». (то есть головка Е40 слишком большая для сопряжения с битой Т40. Так в головку размера Е8 входит бита размера Т40). Крепеж с данным видом шлица очень популярен в двигателестроении.

### 12-point
Шлиц типа 12-point получен наложением двух равносторонних шестигранников с взаимным поворотом на 30º. Стандартные накидные ключи с 12-точечным пазом подходят для данного типа шляпок крепежных изделий.

## Антивандальные типы
Антивандальными называют типы шлицев, задача которых как осложнить несанкционированный доступ в общественных местах (например, крепление табличек), так и осложнить самостоятельное вскрытие и ремонт электронных устройств. Антивандальность часто базируется на том, что отвертки для необходимого шлица отсутствуют в стандартных наборах инструментов, и найти их в продаже достаточно сложно.
В некоторых случаях производитель может заменить редкий, но стандартизированный тип шлица на свой собственный, проприетарный, защищенный патентом, что позволяет не только максимально осложнить несанкционированное откручивание, но и преследовать любого независимого производителя отверток, не имеющего лицензии на производство от держателя патента.
Примерами проприетарных шлицев можно назвать T-Groove, Slot-Lok, Pentagon, Tork-Nut, T-Slope.

### Срывные болты
Срывные болты, или отрывные болты («breakaway head», «shear-off screw» в зарубежных каталогах) — вид крепежа, который имеет тонкую шейку между шестигранной головкой болта и располагающейся чуть ниже дополнительной головкой. При затяжке такого болта тонкая шейка переламывается и оставляет гладкую круглую полусферическую или конусную головку. Применяется для затруднения откручивания стандартными средствами — замки зажигания автомобилей, уличные знаки, тюремные замки и т. п. Помимо срывных болтов, существуют срывные гайки, работающие по схожему принципу. Удаление такого болта без физического его повреждения, как правило, невозможно.
В применениях, не связанных с антивандальностью и безопасностью, срывные болты используются как элемент со встроенным ограничителем затяжки — например, пластиковые болты для крепления фурнитуры на керамическую сантехнику, отрывная головка гарантирует, что болт не будет перетянут и не разрушит керамику. Срывные болты в кабельных наконечниках и соединительных муфтах проводов гарантируют, что минимальное усилие затяжки будет обеспечено, так как отрыв головки при затяжке обязателен. Некоторые срывные болты могут иметь шлиц на основной части для последующей регулировки или извлечения.

### Bristol
Шлиц типа Bristol имеет четыре или шесть радиальных лучей-углублений. Выступы на ключе под шлиц изготавливаются при помощи протяжки, что дает возможность сделать их слегка с поднутрением. Преимуществом конструкции данного шлица является правильный перпендикулярный, а не касательный вектор приложения силы при вращении шлица инструментом, что минимизирует опасность срыва шлица. По этой причине шлиц типа «Бристоль» используется в мягких металлах. По сравнению с внутренним шестигранником, шлиц типа «Бристоль» допускает заметно больший крутящий момент, лишь немногим более такового у шлица типа torx. Запатентован в США в 1913 году Дуайтом Голдвином (Dwight S. Goldwin) и запущен в производство Bristol Wrench Company.
Этот тип шлицев используется в авиации, телекоммуникационном оборудовании высокого класса, камерах, воздушных тормозах, сельхозтехнике, астрономическом оборудовании и зарубежной военной технике. Разновидности со штифтом в центре встречаются в игровых приставках, для предотвращения использования плоской шлицевой отвертки как импровизированного ключа.

### Line
Шлиц типа line — японский тип шлица как с внутренним углублением, так и с наружным шлицем (в том числе со штифтом). Крепежные изделия часто просто называют «line head screws». Также за использование в игровых устройствах их прозвали «винты под игровую биту». Винты с таким шлицем можно было найти как на компьютерах BM, так и на картриджах от приставок Nintendo Sega. Размеры шлицев-углублений имеют маркировку ALR2, ALR3, ALR4, ALR5, ALR6; наружных шлицев — ALH2, ALH3, ALH4, ALH5, ALH6, антивандальные версии с штифтом имеют постфикс «T», например ALR3T.
В Японии размеры шлицев часто маркируются как DTC-20, DTC-27, DTC-40 (снят с производства) и DTC-45, геометрические размеры головок винтов 3,2, 4,6, 6,4 и 7,7 мм. Наиболее широко применяемые размеры в потребительской электронике — DTC-20 и DTC-27.

### One-way
Шлиц одностороннего действия, также известный как One-way, специально спроектирован для возможного вращения только в одном направлении. При попытке откручивания такого крепежа инструмент будет выталкивать из шлица, при этом для закручивания пригодна обычная отвертка с плоским шлицем. Применяется как «антивандальный» крепеж для препятствования несанкционированного откручивания.
При необходимости вывернуть такой крепеж требуется использование специального инструмента, например, такого как экстракторы для винтов с предварительным сверлением головки.

### Овал
Кофемашины производства Jura Elektroapparate используют свой, проприетарный тип шлица в форме овала для воспрепятствования самостоятельного ремонта пользователем. Отвертки для данного типа шлица, как правило, можно приобрести в компаниях, продающих запчасти для кофемашин.

### Polydrive
Шлиц polydrive, также известный как RIBE, представляет собой звездообразный шлиц с закругленными вершинами звезды. Применяется в автомобильной промышленности для задач, требующих высокого момента затяжки.

### Проприетарные шлицы
На рынке присутствуют компании, которые изготавливают крепежные изделия с необычными, проприетарными типами шлицев, например, Slot-Lok и Avsafe. Шлиц имеет круглую или овальную форму с набором выступов и углублений, требующий точной ответной части на отвертке, для закручивания или откручивания.
Для дополнительного уровня безопасности, вместо относительно серийных изделий могут использоваться уникальные, требующие точной ответной части, и производитель предоставляет соответствующий инструмент только после документального подтверждения собственности (аналогично ключам для замков).
Крепеж с шлицами типа Ultra-Lok, и Ultra-Lok II имеет фигурное углубление, требующее аналогичной ответной части, отсутствующей в свободной продаже, и практически гарантированно недоступное среднестатистическому человеку. Крепежные изделия со шлицем Key-Rex — другой тип винтов безопасности, используемых, например, для избирательных урн или в банковских хранилищах. Хорошим примером изделий, требующих болтов с проприетарным шлицем — велосипеды и самокаты в общественном прокате, для защиты содержимого от кражи или внесения модификаций.
Примером крепежных изделий такого типа в широкой продаже можно назвать «секретки» — болты с уникальной формой головки для предотвращения краж колесных дисков у автомобиля, которые могут быть откручены только комплектным ключом, который есть только у владельца авто. Аналогичные изделия выпускаются также для велосипедных колес и сидений.

### Внутренний шестигранник с штифтом
«Антивандальная» версия внутреннего шестигранника содержит центральный штифт, который препятствует использованию обычных шестигранных ключей и требующий специальной версии с углублением по центру. Центральный штифт также мешает повороту винта маленькой плоской отверткой подходящего размера.

### Torx со штифтом
Torx со штифтом — распространенная верстия антивандального крепежа, представляет собой звездчатое углубление с штифтом в центре, который препятствует использованию инструмента Torx без углубления и мешает использовать плоскую отвертку подходящего размера.

### Спаннер
Спаннер, или шлиц под вилочный ключ («spanner», «Snake-Eyes») вид шлица в виде двух отверстий, или плоского шлица с выступом в центре. Шлиц используется как антивандальный — для крепления лифтовых панелей, досок объявлений и т. д.
Производитель ножей и оружия Microtech использует свой вариант шлица с тремя отверстиями.

### 12-лучевая звездочка
Шлиц типа 12-лучевая звездочка имеет 12 равных углублений по окружности, с углом при вершине в 60°. Получается при наложении четырёх равносторонних треугольников с взаимным поворотом на 30°. Шлиц был частью устаревшей американской системы «Optimum Metric Fastener System» и описывался стандартом ASTM B18.2.7.1M, который был изъят (аннулирован) в 2011, что делает этот вид шлица устаревшим. Звездочка применялась с болтами диаметром 5, 6.3, 8, 10, 12, 14, 16, и 20 мм. Преимуществом шлица было отсутствие выталкивания инструмента, что обеспечило использование шлицев в задачах, требующих помимо антивандальности высоких значений затягивающего момента.

### Torq-set
Torq-set — крестообразный шлиц для крепежа с высокими требованиями по усилию затяжки. Пазы немного смещены и не пересекаются в одной точке. Хоть это и крестообразный шлиц, отвертки для шлицев типа phillips и pozidriv в него не входят. Крепеж с данным видом шлица используется в военной авиации, например в E-3, P-3, F-16, Airbus, Embraer, и Bombardier Inc. Компания Phillips Screw Company владеет торговой маркой и производит крепеж с данным видом шлица.
Стандартами, описывающими конструкцию шлица, является National Aerospace Standard NASM 33781 и NASM 14191 для ребристой версии. Ребристая версия также известна как ACR Torq-set.

### Треугольник
Треугольный шлиц (часто обозначается как «ТА») выполнен в виде треугольного углубления в головке винта и используется для ограничения несанкционированного доступа. Встречается в детских игрушках, бытовой технике, туристических плитках, чайниках. Антивандальные свойства данного шлица низкие, так как его можно повернуть подходящим шестигранником или маленькой шлицевой отверткой. Отличается от похожего шлица «Tri-point-3» прямыми гранями.

### Tri-point
Шлиц типа Tri-point, также обозначаемый как TP или Y-образный (Y-type). Используется для ограничения несанкционированного доступа в электронных приборах, включая компактные игровые устройства Nintendo, мобильные телефоны Sanyo и Kyocera, цифровые фотокамеры Fuji.. Компания Apple использует винты с Y-образным шлицем для крепления батарей в MacBook Pro 2010 и 2011 года, миниатюрные версии в часах Apple Watch, телефонах iPhone 7 и всех более новых моделях iPhone.

### Tri-point-3
TP3 (иногда может обозначаться как tri-lobe или tri-lobular) имеет углубление в форме треугольника Рёло делает его частично антивандальным, так как такой шлиц в принципе не может быть повернут подходящей шлицевой отверткой. Встречается на некоторых игрушках, батарейных отсеках электрических зубных щёток, видеоигр, батарейных отсеках пылесосов roomba. Широко распространены четыре размера шлицев — 2,0 2,3, 2,7 и 3,2 мм.

### Tri-groove
Шлиц типа Tri-groove или T-groove используется как антивандальный, представляет собой усеченный конус с тремя радиальными пазами. Форма усечённого конуса затрудняет захват головки винта или гайки при помощи плоскогубцев. Нечетное количество пазов также затрудняет использование шарнирно-губцевого инструмента для выкручивания.

### Tri-Wing
Шлиц типа tri-wing (tri-wing — зарегистрированная торговая марка компании Phillips Screw Company) представляет собой трехлучевую фигуру, у которой лучи смещены относительно радиуса, и не сходятся в одной точке, как у шлица tri-point, образуя в центре трехгранное углубление.
Конструкция шлица была адаптирована и использовалась в авиапромышленности в начале 1970-х в L-1011 компанией Lockheed, но дала спорные результаты из-за жалоб на повреждения при установке. McDonnell Douglas использовали этот шлиц как основной на крепеже в своих коммерческих самолетах. British Aerospace и Airbus также использовали данный вид шлица крепежа. На сегодняшний день данный крепеж можно увидеть в электронных устройствах как защиту от несанкционированного ремонта.

## Другие типы крепежных изделий

### U-drive
Крепеж типа U-drive представляет собой подобие гвоздя с винтовыми бороздками с большим шагом резьбы и полусферической шляпкой. Большой шаг резьбы позволяет забивать крепеж аналогично гвоздям, при этом бороздки входят в материал и удерживают крепеж аналогично саморезам. Внешний вид шляпки в виде полусферы хорошо имитирует заклепку. Крепеж такого типа часто используется в пластиковых изделиях.